# Waitutu (fleuve)
Le fleuve Waitutu  (en anglais : Waitutu River) est un cours d’eau du Sud de la région du Fiordland, dans l’Île du Sud de la Nouvelle-Zélande.

## Géographie
C’est un exutoire du lac Poteriteri vers la mer.